# Amelia Courthouse
Amelia Courthouse Amelia megye székhelye az USA Virginia államában. Lakosainak száma 965 fő (2020. április 1.).

## Népesség
A település népességének változása:

| 2010 | 1 099 |
| 2020 | 965   |